# Chiesa dei Santi Vito, Modesto e Crescenzia (Valdobbiadene)
La chiesa dei Santi Vito, Modesto e Crescenzia è la parrocchiale di San Vito, frazione di Valdobbiadene, in provincia di Treviso e diocesi di Padova; fa parte del vicariato di Quero-Valdobbiadene.

## Storia
La primitiva chiesa di San Vito, che era filiale della pieve di Valdobbiadene, fu menzionata per la prima volta nel 1297; in quell'anno risultava versare in pessime condizioni, come pure il campanile, che minacciava di crollare.

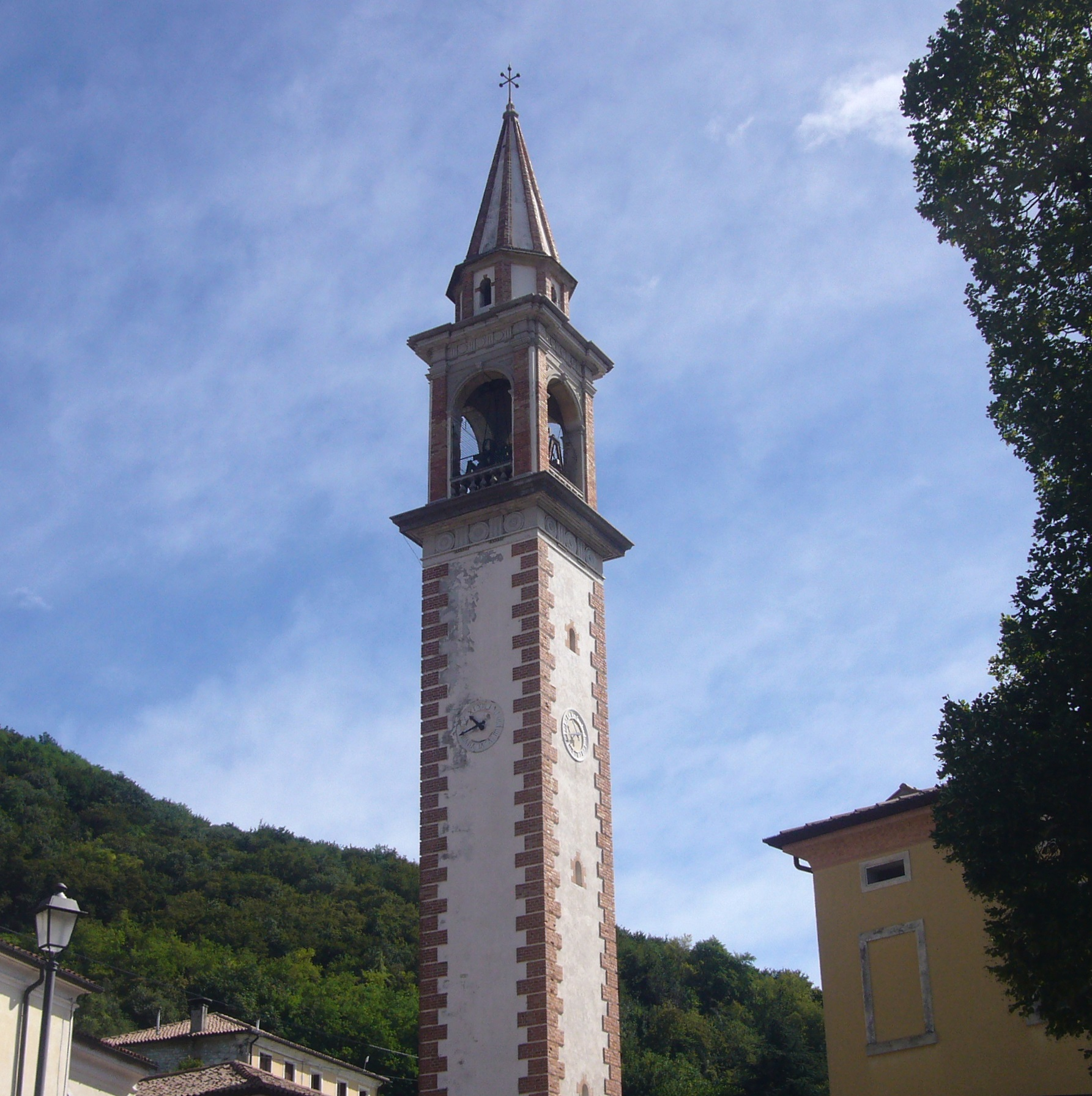
Il campanile

Nella relazione della visita del 1424 la chiesa risulta sempre malmessa; in un atto del 1456 è menzionata come ecclesia curata plebis Vallis Dobladinis, mentre nel 1503 il vescovo di Padova Pietro Barozzi, visitando la chiesa, confermò la situazione del 1424.
Verso la metà del XVI secolo l'edificio venne rifatto e nel 1571 il vescovo Niccolò Ormanetto trovò che al suo interno erano collocati tre altari, mentre nel 1488 ve ne erano solo due.
Nel 1626 la chiesa venne ricostruita, tanto che nella relazione della visita compita il 29 luglio 1634 fu descritta come nuova e completa.
Nel 1752 la parrocchiale fu ampliata e rinnovata; tra il 1883 e il 1885 subì un ulteriore rifacimento che le conferì l'attuale aspetto a tre navate, per poi essere consacrata il 21 ottobre 1885.
Nel 1918 l'esercito austro-ungarico in ritirata danneggiò gravemente l'edificio, che dovette venir ripristinato tra il 1921 e il 1923; il nuovo altar maggiore fu consacrato nel 1922 e il campanile riedificato nel 1923.
Tra la seconda metà del XX secolo e i primi anni 2000 la parrocchiale fu oggetto di diversi interventi di restauro e di consolidamento.

## Descrizione
La facciata è a salienti e si presenta in stile rinascimentale-palladiano; presenta un basamento in Dolomia e sei paraste di ordine dorico sorreggenti il fregio composto da metope e da triglifi, sopra il quale si trovano, nella parte centrale, il timpano triangolare, mentre in quelle laterali due mezzi timpani.
Opere di pregio appartenenti alla chiesa sono la statua ritraente San Vito, scolpita da Egidio Caldana nel XX secolo, e l'affresco con soggetto il Sacro Cuore di Gesù, dipinto nel Novecento.